# Остання людина (фільм)
«Остання людина» (нім. Der letzte Mann, в радянському прокаті «Людина і ліврея») — німий фільм у жанрі камершпіле, знятий у 1924 році Фрідріхом Вільгельмом Мурнау. В головній ролі знявся Еміль Яннінгс.
Операторська робота Карла Фройнда насичена експериментальними прийомами, багато з яких були використані вперше (наприклад, зйомки під різними кутами, або камера, що хитається і сповзає донизу, показуючи світ очима п'яного портьє).

## Сюжет
У центрі сюжету — перестарілий портьє висококласного готелю. До його обов'язків входить зустрічати клієнтів, відкривати їм двері, відносити і вивантажувати багаж. Великий, високий і міцний чоловік, він дуже гордиться своєю посадою; красива, ретельно вичищена і вигладжена форма з блискучими мідними ґудзиками вселяє його сусідам пошану і повагу. Але все змінюється, коли через старість його переводять на іншу посаду, що вимагає менших фізичних навантажень: тепер він подаватиме постояльцям рушника у туалеті готелю. Спочатку він не може в це повірити, але принизлива процедура здачі форми, а потім і новий портьє (значно молодший і міцніший) переконують його в тому, що це правда. Переведення на іншу посаду старий сприймає як найбільше нещастя; він намагається умовити менеджера, потім викрасти форму (щоб близькі не дізналися про його приниження), але все марно: рідним, а потім і сусідам стає відомо про це нещастя і в одну мить з шанованої людини він стає посміховиськом. Портьє, будучи не в змозі яким-небудь чином змінити ситуацію, ледве животіє без надії ні на що, окрім швидкої смерті.
Наприкінці фільму Мурнау робить несподіваний хід, і інтертитри повідомляють глядачів: «Тут би і повинна закінчитися ця історія, оскільки в реальному житті нещасного самотнього старого навряд чи чекало би щось інше, окрім смерті. Автор зглянувся над ним і придумав досить маловірогідний епілог». Виявляється, на руках у старого, що прислуговує в туалеті готелю зарозумілим клієнтам, помирає мільйонер, що заповів усі свої гроші останній людині, яку він побачить. На екс-портьє звалюється неочікуване багатство, і він з тріумфом від'їжджає з готелю, кидаючи гроші в натовп.

## У ролях
| Актор            | Роль                |
| ---------------- | ------------------- |
| Еміль Яннінгс    | портье              |
| Малі Дельшафт    | небога              |
| Макс Хіллер      | наречений небоги    |
| Емілі Курц       | тітонька нареченого |
| Ганс Унтеркірхер | менеджер готелю     |
| Герман Валлентін | огрядний гість      |
| Олаф Шторм       | молодий гість       |
| Георг Джон       | нічний вахтер       |
| Карл Шенстрьом   |                     |

## Цікаві факти
- Фільм повністю було знято у павільйоні за 180 робочих днів. Навіть міська вулиця з крамницями, широкими тротуарами і проїжджою частиною була побудована за ескізами художника, що дало змогу оператору фільму Карлу Фройндту експериментувати над зображенням[3].
- За результатами анкетування Бельгійською сінематекою 117 істориків кіно і кінознавців 26 країн у зв'язку зі Всесвітньою виставкою у Брюсселі (1958), фільм було включено до числа дванадцяти найкращих фільмів «Усіх часів і народів»[3][6].